# Verein für Original-Radierung
Der Verein für Original-Radierung München e. V. (kurz: Radierverein) ist eine als gemeinnützig anerkannte kulturelle Vereinigung mit Sitz in München mit dem Ziel, künstlerische Originalgrafik sowie alle multiplizierbare Kunst auszustellen, zu diskutieren und Kunstsammlern zur Verfügung zu stellen.

## Ziele und Gegenwart
Der Verein hat sich in den letzten Jahrzehnten allen Drucktechniken wie Holzschnitt, Lithographie, Siebdruck, Fotografie, Digitaldruck, 3D-Druck und aller vervielfältigenden Kunst, wie der Skulptur und dem Multiple geöffnet. Ende September 1985 wurde die neue Galerie in der Ludwigstraße 7 eröffnet. Seither werden sechs bis acht Ausstellungen jährlich veranstaltet und auch Gäste aus dem In- und Ausland eingeladen. Jeden Herbst werden die „Jahresgaben“, die von wechselnden Künstlermitgliedern für die fördernden Mitglieder geschaffen werden, und die „Sondereditionen“ ausgestellt, die es den Mitgliedern des Vereins erlauben ausgewählte Werke zu einem Vorzugspreis zu erwerben. Hierzu erscheint jeweils eine Publikation.
In den letzten Jahren kam und kommt es zur Zusammenarbeit mit Lehrenden und Studierenden der Hochschule für Bildende Künste Braunschweig, der Akademie der Bildenden Künste München, der Staatlichen Akademie der Bildenden Künste Stuttgart und der Hochschule für Gestaltung Offenbach am Main.
Die Grundidee des Vereins, unter Ausschaltung des kommerziellen Kunsthandels, Künstler und Sammler einander näher zu bringen, bewährte sich damit in den zahlreichen Aktivitäten bis heute.

## Geschichte
Der Verein wurde 1891 in der Tradition der Kunstvereine von bildenden Künstlern gegründet, um gezielt Sammler für Radierungen zu gewinnen und die Möglichkeiten der Technik dem interessierten Kunstpublikum bekannt zu machen. Die Schreibweise der Gründungszeit war Verein für Original-Radierung.
Die Gründung war eine Reaktion auf das sich neu belebende Interesse an der originalen Künstlergrafik der „Peintre-graveur“. Ähnliche Gründungen in anderen Städten waren vorangegangen, die Gesellschaft für Radierkunst in Weimar 1877, der Düsseldorfer Radierclub um 1878 und der Verein für Original-Radierung in Berlin 1886. In diesen Künstlervereinigungen sammelten sich die Kräfte, die die Technik der Radierung für sich entdeckt hatten; gemeinsam war man stärker, und die Form der Mappenedition gab ein geschlossenes Bild, das eindrucksvoller war als die Veröffentlichung vieler Einzelblätter.
Der eigentliche Initiator des Münchener Radiervereins war der Radierer Peter Halm, der später Nachfolger Leonhard Raabs als Professor für Radierkunst an der Münchner Akademie wurde. Außer ihm waren im frühen Vorstand Ernst Zimmermann, Sion Longley Wenban, Carl Theodor Meyer-Basel, Walter Ziegler und Hans Anetsberger.
In den ersten Jahren schon hatte der Verein 115 ordentliche und 12 außerordentliche Mitglieder, unter denen sich viele namhafte Künstler befanden: Wilhelm Leibl, Franz Stuck, Maximilian Dasio, Albert Welti, Ludwig Raders, Julius Diez, Friedrich August von Kaulbach, Arthur Langhammer und Fritz von Uhde; auch Max Liebermann radierte ein Blatt für den Verein. Manche der Künstler sind längst in Vergessenheit geraten, andere, damals noch jung und unbekannt, wie Emil Orlik und Otto Ubbelohde gehören heute zu den anerkannten deutschen Radierern des 20. Jahrhunderts.
Der Verein verstand sich auch als Ausstellungsverband und zeigte die Arbeiten seiner Mitglieder und Gäste regelmäßig in den großen Kunstausstellungen der Zeit, wie sie München jährlich im Glaspalast stattfanden. 1892 wurde die erste Jahresmappe mit Radierungen der Mitglieder herausgegeben. 1893 wurde beschlossen, auch passive Mitglieder in den Radierverein aufzunehmen, die für ihren Jahresbeitrag von 25 Mark die einfache Ausgabe der Mappen erhielten.
Im Verein für Original-Radierung waren in der Zeit um 1900 Künstler aus München und aus ganz Deutschland versammelt, die sich durchaus als avantgardistisch verstanden. Der Expressionismus fand jedoch bei seinen Mitgliedern schon keinen Anklang mehr. Eine Reihe seiner Gründungsmitglieder war auch ab 1892 an der Münchner Secession beteiligt. In den 1920er Jahren stagnierte der Verein ebenso wie die Kunststadt München.

## Neugründung
Am 15. Juli 1938 wurde der Verein von den Nationalsozialisten
zwangsaufgelöst. Am 17. September 1946 gründete ihn Eduard Winkler neu. Gründungsmitglieder waren neben ihm: Ottohans Beier, Franz Doll, Ernst Haider, Anton Marxmüller und Adolf Schinnerer. 1948 hatte der Verein wieder 25 Künstler-Mitglieder. Er konnte jedoch wegen seiner schlechten wirtschaftlichen Lage noch keine Mappenwerke herausbringen. Dafür wurden den passiven Mitgliedern signierte Einzelblätter angeboten. Neue, junge Mitglieder wie Ernst Kößlinger und Wolfgang Niesner prägten und förderten den Verein die nächsten Jahrzehnte.
Die Jubiläumsausstellung zum 60-jährigen Bestehen fand 1951 in der Städtischen Galerie in München statt. Weitere Themenausstellungen wurden in der Staatlichen Graphischen Sammlung München gezeigt. Unter dem Thema „Von Leibl bis Heute“ fand 1966 die Ausstellung anlässlich des 75-jährigen Bestehens des Vereins im Kunstverein München, in der Jahrhunderthalle Hoechst und in der Bamberger Residenz statt.
In den ehemaligen Atelierräumen von Adolf Brunner am Bavariaring 38 eröffnete 1978 die erste Galerie des Vereins. Seither werden jährlich sechs bis acht Ausstellungen durchgeführt. Beim 90-jährigen Bestehen 1981 hatte der Verein 50 Künstler und ungefähr 300 fördernde Mitglieder. Die Jubiläumsausstellung fand 1991 in der Galerie im Münchner Rathaus statt.